# Ponte di Asparuhov
Il Ponte di Asparuhov (in bulgaro Аспарухов мост?, traslitterato Asparuhov most) è un ponte nella città di Varna, in Bulgaria, che collega i quartieri di Asparuhovo e di Galata con il resto della città, passando sul canale di collegamento tra il Lago di Varna e il Mar Nero. Il ponte è anche parte della strada europea E87. 

Il ponte è lungo 2,05 km, alto 50 m e pesa 3.200 t. È sorretto da 38 paia di piloni, e sopporta un intenso traffico di circa 10.000 veicoli al giorno.

## Storia

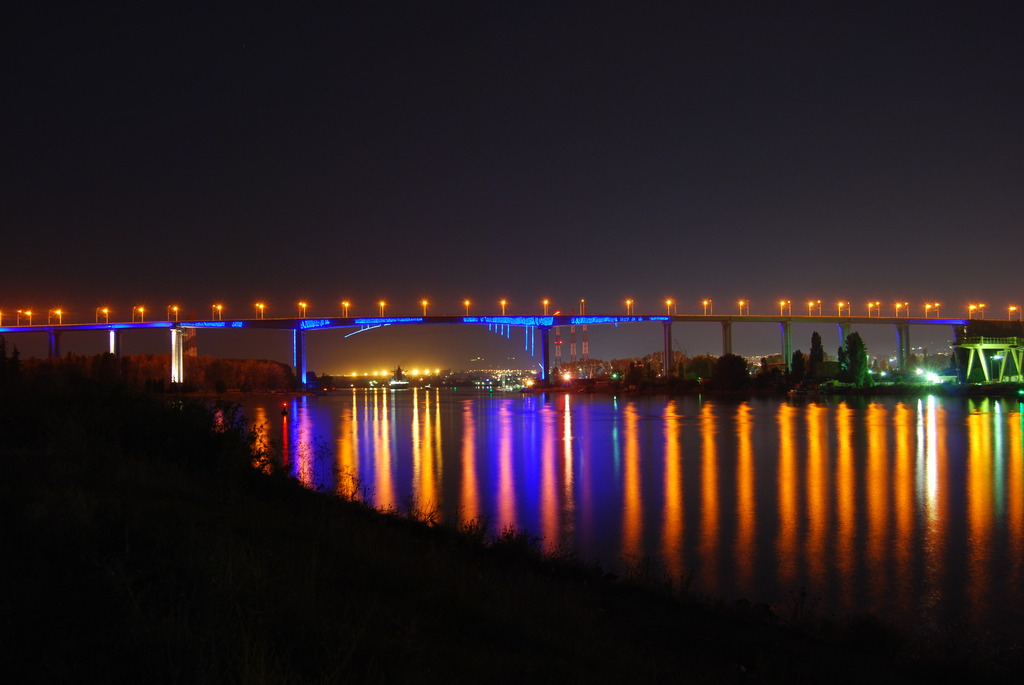
Ponte di Asparuhov di notte

La costruzione del ponte di Asparuhov iniziò nel 1973, quando l'accresciuta attività economica rese necessario un allargamento del canale tra il lago varnese e il Mar Nero. I lavori terminarono l'8 settembre 1976, in anticipo di quasi un mese sulla tabella di marcia, e la cerimonia inaugurale venne officiata dal presidente socialista Todor Živkov. Il canale divenne operativo il 1º settembre dello stesso anno, con la prima nave in transito il 4 settembre.

Dopo 20 anni di incuria, senza lavori di mantenimento, i lavori di ricostruzione iniziarono nel 1996, terminando solo nell'ottobre del 1998, e la riapertura ufficiale avvenne il 17 settembre 1999.

Nel 2015, il comune di Varna ha annunciato piani per il rinnovo totale del ponte e l'aggiunta di piste ciclabili. È inoltre in discussione la costruzione di un secondo ponte, parte della futura autostrada "Mar Nero", per alleviare l'attuale traffico sul ponte di Asparuhov.